# South Boston
South Boston – miasto w Stanach Zjednoczonych, w stanie Wirginia, w hrabstwie Halifax.